# Melania Gabbiadini

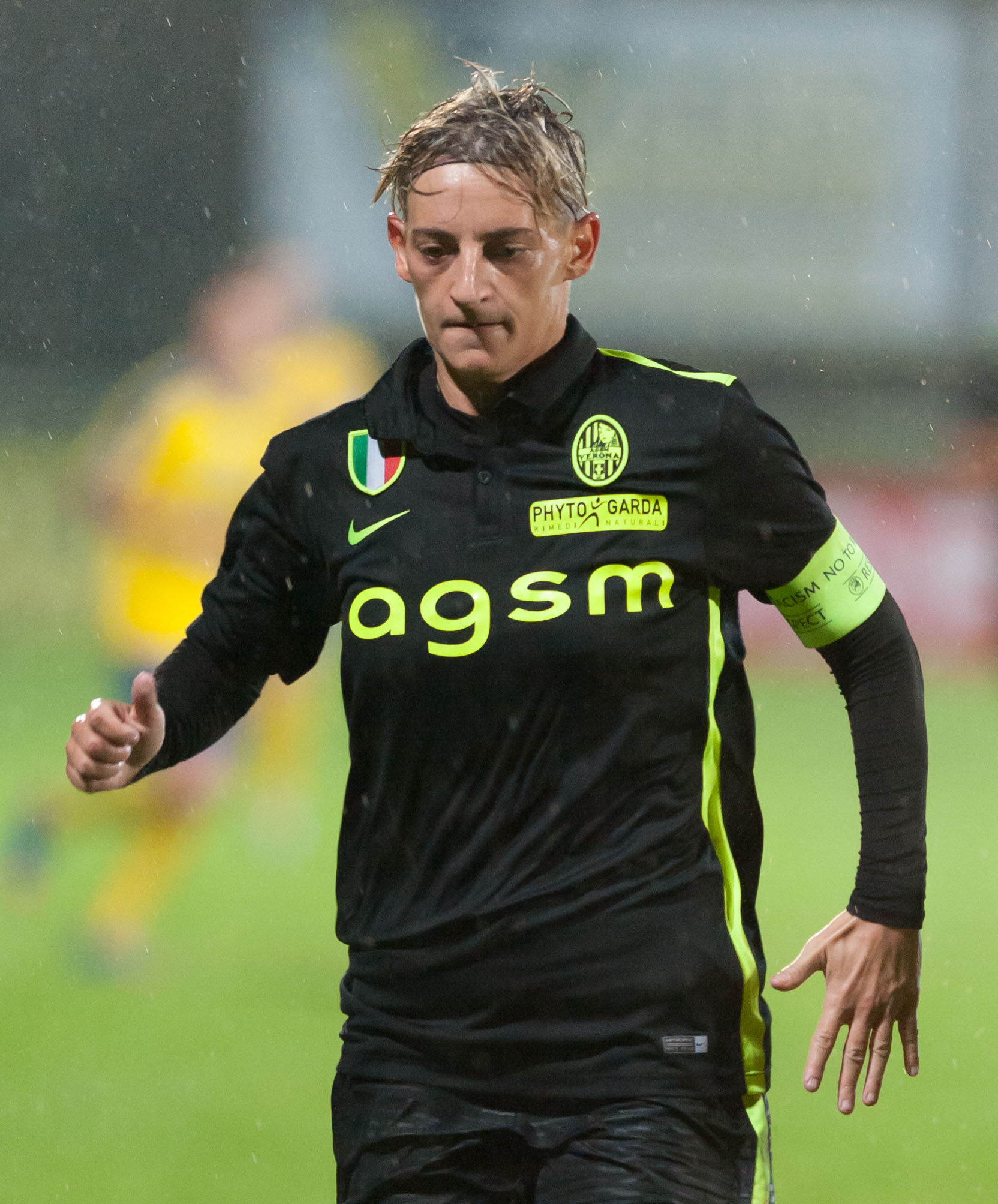
Melania Gabbiadini, 2015

Melania Gabbiadini, född 28 augusti 1983 i Calcinate i provinsen Bergamo, är en italiensk fotbollsspelare som spelar i anfallet. Hon spelar för Italiens damlandslag i fotboll och den italienska klubben ASD Bardolino Verona. Med Verona har hon vunnit fyra stycken Serie A titlar. Hon har även spelat med AGM Bergamo och deltagit i tre stycken europamästerskap.